# Calathotarsus coronatus
Espèce
Calathotarsus coronatus est une espèce d'araignées mygalomorphes de la famille des Migidae.

## Distribution
Cette espèce est endémique du Chili.

## Publication originale
- Simon, 1903 : Descriptions d'arachnides nouveaux. Annales de la Société entomologique de Belgique, vol. 47, p. 21-39 (texte intégral).